# Antonio Cruz (Radsportler)

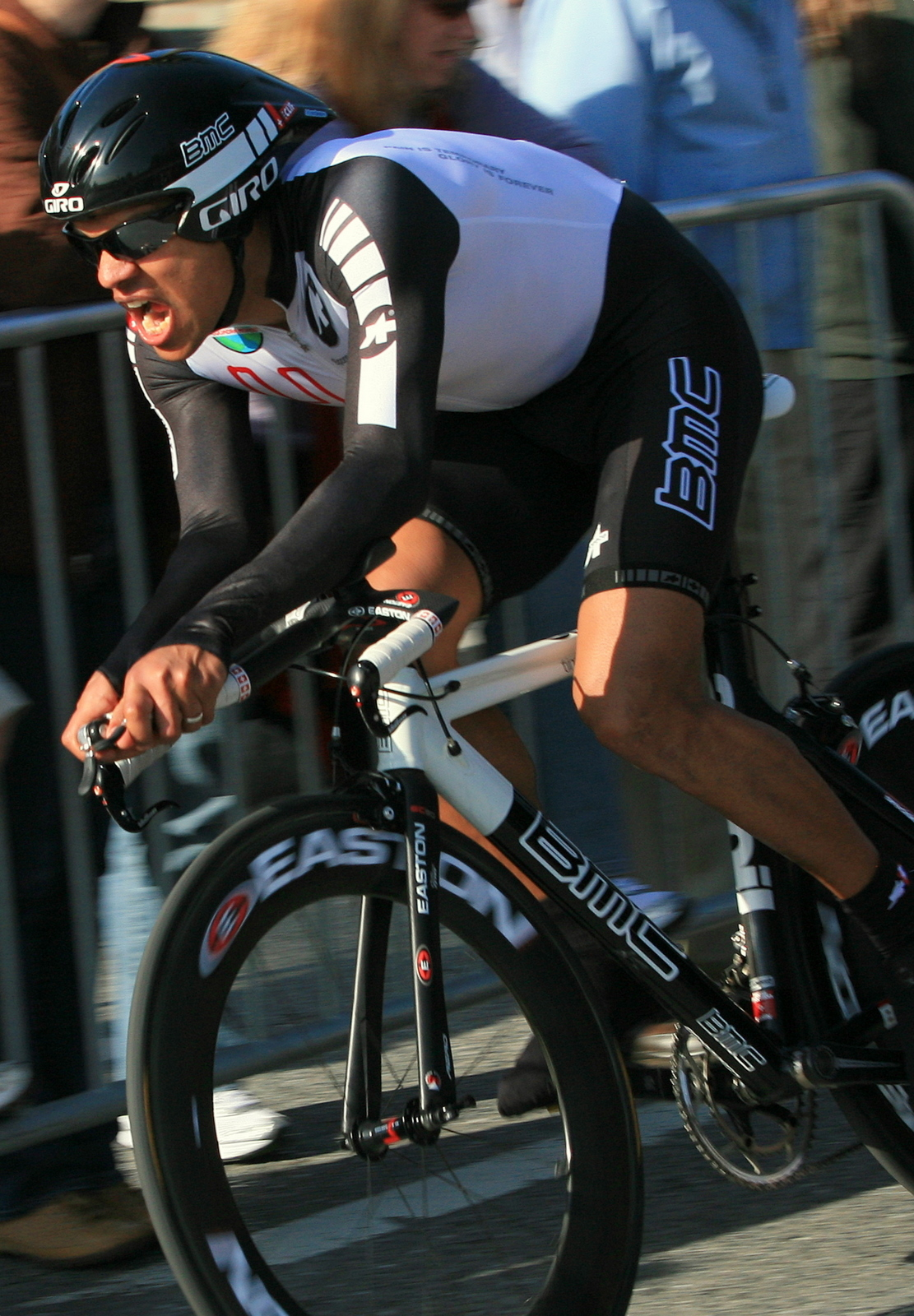
Antonio Cruz

Antonio Cruz (* 31. Oktober 1971 in Long Beach) ist ein US-amerikanischer Radrennfahrer.
Antonio Cruz begann seine Karriere erst 2000 im Alter von 28 Jahren bei dem US-amerikanischen Radsportteam Saturn. Gleich bei einem seiner ersten Rennen für dieses Team, der Tour de Langkawi, gewann er eine Etappe. Im folgenden Jahr wechselte er dann zu US Postal Service. 2004 entschied er die Gesamtwertung der Tour de Nez für sich. Außerdem gewann er eine Etappe bei der Tour de l’Ain und das Mannschaftszeitfahren der Vuelta a España. 2006 wechselte er zu dem Continental Team Toyota-United Pro. In der Saison 2007 fuhr Cruz bei dem ProTeam Discovery Channel und war in 2008 und 2009 beim BMC Racing Team unter Vertrag, bei welchem er seine Karriere beendete.

## Palmarès
2000
- eine Etappe Tour de Langkawi

2004
- eine Etappe Tour de l’Ain

2008
- eine Etappe Rochester Omnium

## Teams
- 2000 Saturn
- 2001–2005 US Postal Service / Discovery Channel
- 2006 Toyota-United
- 2007 Discovery Channel
- 2008–2009 BMC Racing Team